# M.U.D. TV
M.U.D. TV (от англ. Mad Ugly Dirty Television, в русской локализации — «Мега угарное трэш телевидение») — компьютерная игра в жанре экономический симулятор, созданная компанией Realmforge Studios и выпущенная компанией Kalypso Media, для Microsoft Windows.

## Игровой процесс
Игрок выступает в роли директора неизвестной до поры телекомпании. Он распоряжается, в какое время располагать фильмы, передачи и рекламу, создаёт собственные передачи и улучшает офис своей телекомпании.